# Бекство из Шошенка
Бекство из Шошенка (енгл. The Shawshank Redemption) је амерички драмски филм из 1994. године редитеља и сценаристе Френка Дарабонта снимљен по роману Рита Хејворт и бекство из Шошенка аутора Стивена Кинга, док је продуцент филма Ники Марвин. Музику је компоновао Томас Њуман.
Насловне улоге тумаче Тим Робинс и Морган Фриман као затвореници Енди Дуфрен и Елис Бојд Рединг, док су у осталим улогама Боб Гантон, Вилијам Садлер, Кленси Браун, Гил Белоус и Џејмс Вајтмор. Светска премијера филма је била одржана 23. септембра 1994. у Сједињеним Америчким Државама.
Филм говори о причи Ендија Дуфрена, банкара који је провео 19 година у Шошенк Државном затвору за убиство жене и њеног љубавника упркос томе што се изјаснио као невин. Током боравка у затвору, спријатељио се са затвореником, Елисом Бојдом Редингом (Морган Фриман), и чувари су га штитили пошто га је управник користио за прање новца.
Буџет филма је износио 25 милиона долара, а зарада од филма је 58,3 милиона долара. На филмском веб-сајту IMDb, налази се на првом месту најбољих филмова свих времена.

## Радња
Године 1947, банкар Енди Дуфрен (Тим Робинс) је отпужен за убиство своје супруге и њеног љубавника, и осуђен је на две доживотне казне у Шошенк Државном затвору. Енди се убрзо спријатељио са шверцером Елисом „Редом” Редингом (Морган Фримен), затвореником који служи доживотну. Ред набљва Ендију чекић, што му пружа могућност прављења малих фигура за шах. Ред му касније набавља велики постер Рите Хејворт, затим и фотографије Мерлин Монро и Ракел Велч. Енди ради у перионици веша, али га редовно нападају гејеви тзв. „Сестрице” са вођом, Богсом (Марк Ролстон).
Године 1949, Енди је начуо бруталног шефа страже Бајрона Хедлија (Кленси Браун) како се жали због пореза о наследству које је добио и говори му о финансијској рупи. После још једног напада Сестрица које готово убијају Ендија, Хедли пребија Богса и шаље га у други затвор. Ендија више не нападају. Управник Семјуел Нортон (Боб Гантон) се упознаје са Ендијем и пребацује га на рад у затворској библиотеци да помаже старијем затворенику Бруксу Хатлену (Џејмс Витмор), заправо изговор да Енди воде финансијске обавезе затвора. Његови савети и стручност постају све траженији како од осталих затвореника, тако и од чувара. Енди почиње писати недељна писма држави да одобри средства за унапређење библиотеке.
Године 1954, Брукс је ослобођен на условну, али пошто не може да се привикне на слободу после 50 година проведених у затвору, он се обеси. Енди добија донацију за библиотеку укључујући снимак „Фигарово венчање”. Он то пушта на затворске звучнике и завршава у самици. Године 1963, Нортон почиње коришћење затворске радне снаге за јавне радове, профитирајући давајући ниже плате за радну снагу и примајући мито. Енди му пере новац под лажним именом „Рендал Стивенс”.
Године 1965, Томи Вилијамс (Џил Белоус) је ухапшен због провале. Он се придружује Ендијевом и Редовом кругу пријатеља, и Енди му помаже да положи испит средње школе. Након што је чуо детаље Ендијевог случаја, 1966. године Томи открива да је неки затвореник из другог затвора признао кривицу за та убиства, указујући на Ендијеву невиност. Енди долази Нортону са овом информацијом, али управник одбија да га саслуша. Нортон ставља Ендија у самицу и наређује Хедлију да убије Томија, под изговором покушаја бекства. Енди одбија да ради за Нортона, али овај му прети да ће уништити библиотеку и одузети му све повласти. Када је ослобођен из самице, Енди говори Реду да сања да живи у Зихуатанеху, приобалном граду на Пацифику. Док Ред то сматра сањарењем, Енди му даје упутства, да ако икад буде ослобођен да нађе одређену њиву близу Бартона и узме пакет.
Током пребројавања следећег дана, након што је установљено да је Ендијева ћелија празна, Нортон баца један од Ендијевих чекића на постер Ракел Велч која је висила на зиду. Чекић цепа тај постер и открива тунел који је Енди копао са тим чекићем претходне две деценије. Претходне ноћи, Енди је побегао кроз тунел и канализационе цеви затвора са Нортоновом главном књигом, у којој су се налазили детаљи о прању новца. Док су га стражари тражили следећег јутра, Енди, представљајући се као Рандал Стефенс, посјећује неколико банака и узима опрани новац. На крају, он шаље главну књигу и доказе у корумпираности и убиствима у Шошенку у локалне новине. Полиције долази у Шошенк и одводи Хедлија у притвор, док Нортон извршава самоубиство да избегне хапшење.
После служења робије од 40 година, Ред добија условну. Покушава да се привикне на живот на слободи али се плаши да му то неће поћи за руком. Сетивши се свог обећања датог Ендију, одлази у Бартон и налази пакет са новцем и писмом у којем га позива у Зихуатанехо. Ред крши своју условну и путује до Тексаса где прелази границу у Мексико, признајући да најзад осећа наду. На плажи у Зихуатанеху, наилази на Ендија, и два пријатеља поново су заједно.

## Улоге
| Глумац         | Улога                   |
| -------------- | ----------------------- |
| Тим Робинс     | Енди Дуфрен             |
| Морган Фриман  | Елис Бојд „Ред” Рединг  |
| Боб Гантон     | управник Самјуел Нортон |
| Вилијам Садлер | Хејвуд                  |
| Кленси Браун   | Бајрон Хадли            |
| Гил Белоус     | Томи Вилијамс           |
| Марк Ролстон   | Богс Дајмонд            |
| Џејмс Вајтмор  | Брукс Хатлен            |
| Дејвид Провал  | Снуз                    |

## Награде
Филм је номинован за 7 Оскара, 2 Златна глобуса.
- Оскар за најбољи филм (Ники Марвин)
- Оскар за најбољег главног глумца (Морган Фриман)
- Оскар за најбољу фотографију (Роџер Дикинс)
- Оскар за најбољу монтажу (Ричард Франсис-Брус)
- Оскар за најбољу оригиналну музику (Томас Њуман)
- Оскар за најбољи звук (Роберт Џ. Лит, Елиот Тајсон, Мајкл Хербик и Вили Д. Бертон)
- Оскар за најбољи адаптирани сценарио (Френк Дарабонт)
- Златни глобус за најбољег главног глумца у играном филму (драма) (Морган Фриман)
- Златни глобус за најбољи сценарио (Френк Дарабонт)